# Билборд
 Тази статия е за рекламното съоръжение.  За музикалното списание вижте Billboard.  

Билбордът (на английски: billboard от billing board) е конструкция за външна реклама, която обикновено се разполага на места със силен трафик, като например покрай натоварени пътища, кръстовища и др. Билбордовете представят големи реклами на преминаващите пешеходци и водачи и биват лесно забелязвани. Най-обикновените са статични и позволяват върху тях да бъде изложена само една реклама (плакат). Доста от тях разполагат с автоматична система, която позволява сменянето на рекламите през определен период от време, като по този начин едно табло бива използвано за две или повече реклами. Съществуват и дигитални билбордове, върху които могат да бъдат показвани динамични реклами.